# Fairfield Park
Fairfield Park és una localitat situada en la autoritat unitària de Central Bedfordshire, en el comtat de Bedfordshire, Anglaterra (Regne Unit), amb una població estimada a mitjans de 2016 de 3434 habitants.
Està ubicada a l'oest de la regió Est d'Inglaterra, al nord de Londres i a prop de la ciutat de Luton i la frontera amb la regió del Sud-est d'Anglaterra.